# 리처드 칼슨

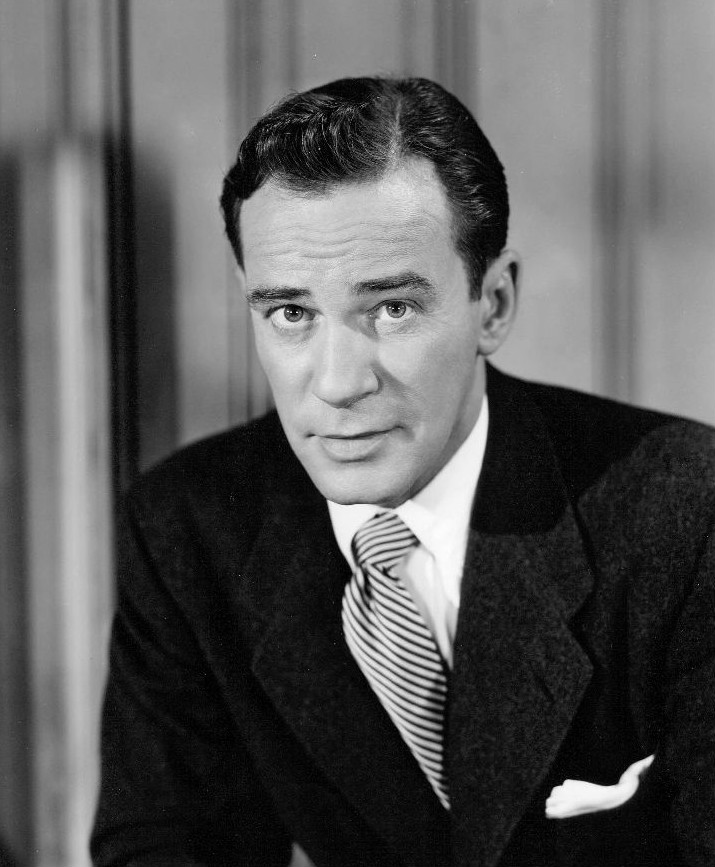

리처드 칼슨(Richard Carlson, 1912년 4월 29일 ~ 1977년 11월 25일)은 미국의 각본가, 영화 감독, 작가, 연극 배우, 영화배우, 텔레비전 배우이다.
엔시노에서 사망하였다. 사인은 뇌출혈이다.

## 영화
- 특명수사관 오하라 (1971년)
- 체인지 오브 해빗 (1969년)
- 공룡 지대 (1969년)
- 더 파워 (1968년)
- 더 둠스데이 플라이트 (1966년)
- 페리 메이슨 (1957년)
- 헬렌 모건 스토리 (1957년)
- 애너폴리스 스토리 (1955년)
- 클라이막스! (1954년)
- 해양 괴물 (1954년) - 데이빗 리드 역
- 세미놀 (1953년)
- 아웃 스페이스 (1953년) - 존 퍼트넘 역
- 장진호 전투 (1952년)
- 플랫 톱 (1952년)
- 푸른 면사포 (1951년)
- 트라이 앤 겟 미 (1950년)
- 솔로몬 왕의 보고 (1950년)
- 스튜디오 원 (1948년)
- 프레즌팅 릴리 마스 (1943년)
- 홀드 댓 고스트 (1941년)
- 작은 여우들 (1941년)
- 투 매니 걸즈 (1940년)
- 노, 노, 나네트 (1940년)
- 비욘드 투마로우 (1940년)